# 灯塔街道
灯塔街道，是中华人民共和国贵州省铜仁市碧江区下辖的一个乡镇级行政单位。

## 行政区划
灯塔街道下辖以下地区：
灯塔社区、灯塔村、龙田村、马岩村、寨桂村和柑子冲村。
2019年11月，行政区划调整。调整后，灯塔街道辖滨江社区、灯塔社区、龙田社区、地理社区、白岩溪社区、矮屯社区、马岩村、寨桂村。